# Big Brother (emisija)
Big Brother je Nizozemska reality natjecateljska televizijska franšiza koju je stvorio John de Mol Jr., prvi put emitirana u Nizozemskoj 1999., a potom i međunarodno sindicirana. Emisija prikazuje natjecatelje koji se nazivaju "ukućani" (u hrv. "stanari") ili "Gosti" koji žive zajedno u posebno izgrađenoj kući koja je izolirana od vanjskog svijeta. Naziv programa potječe od imena diktatora iz romana "1984". Georgea Orwella, koji je sveprisutan i ima potpunu kontrolu nad svojim podanicima, a ukućani su neprestano nadzirani tijekom njihov boravak u kući uz pomoć televizijskih kamera kao i osobnih audio mikrofona. Tijekom trajanja natjecanja, ukućani su izglasani iz kuće (obično na tjednoj bazi) dok ne ostane samo jedan koji osvoja, najčešće, novčanu nagradu.
Do 20. kolovoza 2022. emitirano je preko 500 sezona Big Brothera u preko 62 franšizne zemlje i regije. Izdanja programa na engleskom jeziku često se nazivaju inicijalima "BB". Naslov mnogih izdanja programa na španjolskom jeziku prevodi se kao Gran Hermano (GH).

## Koncept
U redovitim razmacima, ukućani privatno imenuju nekoliko svojih ukućana za koje žele da budu izbačeni iz kuće. Zatim se objavljuju ukućani s najviše nominacija, a gledateljima se daje prilika glasovati putem telefona za nominiranu osobu koju žele iseliti ili spasiti od napuštanja iz kuće. Posljednja preostala osoba se proglašava pobjednikom. Neka novija izdanja od tada uključuju dodatne metode glasovanja, poput glasovanja putem društvenih medija i aplikacija za pametne telefone. Povremeno se događaju nestandardna glasanja, gdje su dva gosta izbačena odjednom ili nitko nije izbačen. U ranijim serijalima 'Big Brothera' bilo je 10 natjecatelja s izbacivanjem svaka dva tjedna. Međutim, UK verzija uvela je veći broj natjecatelja s tjednim izbacivanjima. 
Većina verzija Big Brothera prati tjedni format izbacivanja, koji se emitira otprilike tri mjeseca za 16 natjecatelja. Natjecatelji su dužni obavljati kućanske poslove, a zadatke im dodjeljuju producenti showa (koji s ukućanima komuniciraju preko sveprisutnog autoriteta poznatog im samo kao "Big Brother"). Zadaci su osmišljeni tako da testiraju njihove sposobnosti timskog rada i duh zajedništva. U nekim zemljama proračun ukućana za kupovinu ili tjedni džeparac (za kupnju hrane i drugih osnovnih potrepština) ovisi o ishodu dodijeljenih zadataka.

## Povijest

### Ime
Pojam Big Brother potječe iz romana Georgea Orwella Tisuću devetsto osamdeset četiri, s temom kontinuiranog opresivnog nadzora. Program se također oslanja na druge tehnike, kao što je ogoljeno okruženje za povratak na osnovno, deložacije, tjedni zadaci i natjecanja koje postavlja Big Brother i "Dnevnik" (ili "Ispovjedaonica") gdje ukućani prenose svoja privatna razmišljanja kamerom i otkrivaju svoje kandidate za izbacivanje. 

### Nastanak
Prva verzija Big Brothera emitirana je 1999. na Veronici u Nizozemskoj. U prvoj sezoni Big Brothera kuća je bila vrlo jednostavna. Iako su bitne pogodnosti poput tekuće vode, namještaja i ograničene količine hrane bile osigurane, luksuzni predmeti često su bili zabranjeni. Ovo je seriji dodalo element preživljavanja, povećavajući potencijal za društvenu napetost. Gotovo sve kasnije serije nude modernu kuću za natjecanje s jacuzzijem, saunom, VIP apartmanom, potkrovljem i drugim luksuzom. 

### Međunarodno širenje
Format je postao međunarodna TV franšiza. Iako svaka zemlja ili regija ima svoje varijante, zajednička tema je da su natjecatelji zatvoreni u kući i da svaka njihova radnja bude snimljena kamerama i mikrofonima te da nije dopušten kontakt s vanjskim svijetom. 
Većina međunarodnih inačica showa ostaje prilično slična jedna drugoj: njihov glavni format ostaje vjeran izvornom stilu promatranja muhe na zidu s naglaskom na ljudskim odnosima, do te mjere da je natjecateljima obično zabranjeno raspravljati o nominacijama ili strategiji glasovanja. Godine 2001. američka verzija usvojila je drugačiji format od druge sezone, gdje se natjecatelje potiče na izradu strategije kako bi napredovali u igri; u ovom formatu, sami natjecatelji glasaju za međusobno izbacivanje. Big Brother Canada, predstavljen 2013., također slijedi američki format. Godine 2011. verzija za Ujedinjeno Kraljevstvo kontroverzno je prilagodila raspravu o nominacijama prije nego što je poništila ovo pravilo nakon ankete koju je proveo Big Brother TV kanal 5.
S otkazivanjem britanskog izdanja 2018. i ponovnog pokretanja australske serije 2020. koja koristi format u američkom stilu, Big Brother Naija (Nigerija) jedino je izdanje na engleskom jeziku u franšizi koje slijedi izvorni međunarodni format s javnim izglasavanjem deložacija. Dana 1. kolovoza objavljeno je da će Big Brother UK biti ponovno oživljen 2023., na ITV2, što znači da Big Brother Naija više neće biti jedino izdanje na engleskom govornom području koje će koristiti javno izglasano izbacivanje, počevši od 2023.

## Promjene formata i prevarke

### Regional versions
██ Sa individualnim franšizama
██ Dio Big Brother Africa
██ Dio Big Brother Angola e Moçambique; Također su dio Big Brother Africa
██ Sa individualnim franšizama; Također su dio Big Brother Africa
██ Dio Big Brother: الرئيس
██ Dio Gran Hermano del Pacífico
██ Sa individualnim franšizama; Također su dio Gran Hermano del Pacífico
██ Dio Veliki brat
██ Sa individualnim franšizama; Također su dio Big Brother of Scandinavia
Zbog razumljivosti pojedinih jezika u nekoliko nacija, bilo je moguće napraviti regionalne verzije Big Brothera. Svi slijede uobičajena pravila "Big Brothera", osim što natjecatelji moraju dolaziti iz svake od zemalja u regiji u kojoj se emitira: "Big Brother Albanija" Albanije i Kosova, Big Brother Angola e Moçambique iz Angole i Mozambika, Big Brat Afrika Afrike (uključuje Angolu, Bocvanu, Etiopiju, Ganu, Keniju, Liberiju, Malavi, Mozambik, Namibija, Nigerija, Ruanda, Sierra Leone, Južnoafrička Republika, Tanzanija, Uganda, Zambija i [[Zimbabve] ]), Big Brother: الرئيس Bliskog istoka (uključuje Bahrein, Egipat, Irak, Jordan , Kuvajt, Libanon, Oman, Saudijska Arabija, Somalija, Sirija i Tunis), Gran Hermano del Pacífico Južne Amerike (uključuje Čile, Ekvador i Peru), Big Brother Skandinavija (uključuje Norvešku i Švedsku) i Veliki brat Balkan (uključuje Srbiju, Crnu Goru, Hrvatsku, Bosna i Hercegovina i Sjeverna Makedonija). Britanska verzija emisije prihvaća irske kandidate i bila je dostupna između 2000. i 2010. dok je bio dostupan Channel 4; 2015 emisija se vratila na irske ekrane jer je TV3 otkupio prava od britanske televizijske kuće Channel 5 za emitiranje emisije. S druge strane, neke zemlje imaju više franšiza na temelju jezika. Bigg Boss Indije ima najviše regionalnih verzija Hindi, Marathi, tamilski, [[Bengalski jezik|Bengali] ], Telugu, Kannada i Malayalam jezične verzije; Kanada ima verzije na francuskom i engleskom jeziku; a Sjedinjene Države imaju verzije emisije na engleskom i španjolskom jeziku.

### Promjene koji uključuju pojedinačne franšize

#### Više područja i kuća
Godine 2001. Big Brother 3 iz Nizozemske predstavio je koncept "Bogati i siromašni", u kojem je kuća odvojena na luksuznu polovicu i siromašnu polovicu a dvije ekipe ukućana natječu se za mjesto u luksuznoj polovici. Nizozemska verzija nastavila je s tim konceptom sve do svoje četvrte sezone. Druge verzije su kasnije slijedile i uvele sličan koncept, od kojih neki imaju svoje obrate: Afrika (u 2010, 2011, 2012 i 2013), Albanija (u 2007), Australija (u 2003 i 2013), Balkanske države (u VIP 2010 i 2011), Brazil (2009–danas), Kanada (2013–danas), Danska  (u 2003), Finska (u 2009 i 2014), Francuska (u 2009, 2011–2017), Njemačka (u 2003, 2004–05, 2005–06, 2008 i 2008–09), Grčka (u 2003), Indija (u 2012 i 2013), Izrael (u 2009), [[Grande Fratello|Italija] ] (u 2006 i 2007), Norveška (u 2003), Filipini (u 2009, Teen 2010 i 2011), Poljska (u 2002), Portugal (u VIP 2013 i 2016), Slovačka (u 2005), Slovenija (u 2008]], 2015 i 2016), Skandinavija (u 2005), Južna Afrika (u 2014), Španjolska (u VIP 2004, 2008, 2009–10 i 2010), Ujedinjeno Kraljevstvo (u 2002, Celebrity 2007, 2008, Celebrity 2013 i 2016) i Sjedinjene Države (2009–danas). U 2011–12, sedma argentinska serija dodala je La Casa de al Lado ("Kuća u susjedstvu"), manju, luksuzniju kuću koja je služila više funkcija. 
Deveta brazilska sezona prikazivala je "Bubble": staklenu kuću u trgovačkom centru u Rio de Janeiru u kojoj su četiri potencijalna stanara živjela tjedan dana. Kasnije tijekom sezone, unutar Big Brother kuće izgrađen je mjehurić u kojem su živjela još dva ukućana tjedan dana dok nisu izglasani i staklena kuća rastavljena. Staklena kuća ponovno je korištena u jedanaestoj sezoni i u trinaestoj sezoni. Pregradni zid iz devete sezone ponovno je korišten u četrnaestoj brazilskoj sezoni, kada su majke i tete ukućana ušle za Međunarodni dan žena i ostale u kući 6 dana, iako nisu ih mogli vidjeti ukućani. Svako godišnje doba vraća staklenu kuću. Neka su izdanja također sadržavala potpuno bijelu sobu panike, gdje su natjecatelji držani sve dok jedan od njih nije odlučio napustiti show. U četvrtoj englesko-kanadskoj sezoni, dvoje gostiju iz kuće je izbačeno i preseljeno u poseban apartman gdje su mogli gledati preostale goste iz kuće. Tjedan dana kasnije, gosti su morali jednoglasno odlučiti koga će od njih vratiti u kuću.

#### Zločesti Big Brother
Godine 2004. u petoj britanskoj sezoni uveden je zločesti Big Brother sa strožim kaznama, poput oduzimanja novčane nagrade, težim zadacima i tajnim trikovima. Ovaj se koncept također koristio u Australiji, Belgiji, Bugarskoj, Hrvatskoj, Finskoj, Njemačkoj, Grčkoj, Italiji, Nizozemskoj, Južnoj Americi, Srbiji, Španjolskoj, Tajlandu, Filipinima i Meksiku.

#### Tajni zadatci
Tajni zadatci (misije) uobičajeni su element serije od njihovog predstavljanja tijekom šeste britanske sezone. Tijekom ovih zadataka, jednom ili više ukućana Big Brother postavlja zadatak s nagradom luksuza za kućanstvo i/ili osobnom nagradom ako zadatak bude uspješan. Neke verzije Big Brothera imaju tajne zadatke koje predstavlja drugi lik koji živi naočigled ukućana. Treća belgijska sezona predstavila je krticu. Ovom kućnom prijatelju Big Brother je dao tajne misije. Osma američka sezona uvela je "America's Player", gdje odabrani gost kuće mora izvršiti razne zadatke (određene javnim glasovanjem) u tajnosti za vrijeme trajanja svog boravka u kući u zamjenu za novčanu nagradu. Jedanaesta američka sezona prikazivala je Pandorinu kutiju, u kojoj je pobjednička glava kućanstva bila u iskušenju otvoriti kutiju, s neželjenim posljedicama za kuću. Dvanaesta američka sezona prikazivala je prevaranta koji je ušao u kuću kako bi napravio kaos sa zadacima koje su predložili gledatelji. Šesnaesta američka sezona prikazivala je "Tim Amerika", u kojem su 3 kućna gosta odabrana da rade kao tim za dovršavanje zadataka (određenih javnim glasovanjem) za novčanu nagradu. Četvrta argentinska serija je dodala telefon u dnevnoj sobi. Taj je telefon jednom tjedno zvonio deset sekundi, a osoba koja je podigla slušalicu dobivala je naredbu ili vijest od Big Brothera (koju obično nitko drugi ukućan nije mogao čuti). Naredba je mogla biti korisna ili štetna, ali odbijena naredba rezultirala je imenovanjem za iseljenje. Ako se nitko ne javi na poziv, cijela bi kuća bila nominirana za deložaciju.

#### Lažna izbacivanja
Peta britanska sezona uvela je lažna izbacivanja, gdje Big Brother zavarava ukućane da je došlo do izbacivanja, samo da bi taj isti ukućan ponovno ušao u kuću nešto kasnije. U osmoj britanskoj sezoni, jedan je stanar izbačen, intervjuiran i poslan natrag u kuću. U petoj filipinskoj sezoni, četiri stanara lažno su izbačena i ostala su u mjestu zvanom "bodega". U drugoj seriji 
Indijska verzija Bigg Boss bilježi česta lažna izbacivanja. U 4. sezoni Kannada Bigg Bossa, pobjednik Pratham i sunatjecateljica Malavika držani su u tajnoj sobi nakon lažnog izbacivanja tjedan dana i oboje im je dopušteno u kuću Bigg Bossa.

## Posebna izdanja

### CelebrityiVIPBig Brother
Format Big Brothera usvojen je u nekim zemljama; ukućani su lokalne slavne osobe, a emisije se zovu Celebrity Big Brother ili Big Brother VIP. U nekim zemljama novčana nagrada koja se obično dodjeljuje pobjedničkom sustanaru donira se u dobrotvorne svrhe, a svim slavnim osobama se plaća da se pojave u emisiji sve dok je dobrovoljno ne napuste prije izbacivanja ili kraja serije. Ostala pravila su gotovo ista kao ona u originalnoj verziji.

#### Varijacije
Nizozemska sezona iz 2006. nosila je naziv "Hotel Big Brother". Ova varijanta predstavila je skupinu slavnih hotelijera i Big Bossa, koji vode hotel i skupljaju novac u dobrotvorne svrhe bez nominacija, izbacivanja ili pobjednika. Još jedna varijacija pojavila se u Ujedinjenom Kraljevstvu početkom 2008., pod nazivom Big Brother: Celebrity Hijack. Umjesto ukućana, slavni su sami postali Big Brother, stvarajući zadatke i održavajući nominacije uz pomoć Big Brothera. Producenti su ukućane smatrali "najizuzetnijim i najneobičnijim britanskim" mladićima od 18 do 21 godine. Nagrada za pobjednika serije bila je £50,000. Godine 2009. VIP Brother 3 Bugarska uveo je koncept slavnih koji se natječu za dobrotvorne svrhe, koji se mijenjao svaki tjedan. Ukućani su ponekad smjeli napustiti kuću kako bi skupili novac za dobrotvorne svrhe. Deset od trinaest sezona Bigg Boss (indijska verzija Big Brothera) bile su sezone samo za slavne osobe. U 10. sezoni serije "Big Boss" slavne su se suprotstavile običnim ljudima, gdje je običan čovjek na kraju pobijedio.

#### Američki format
Američka i Kanadska verzija Big Brothera razlikuju se od većine svjetskih verzija serije. Američka serija započela je 2000. s izvornim nizozemskim formatom, ali zbog loših ocjena i istovremene popularnosti Survivora, format orijentiran na igranje uveden je u drugoj sezoni. Stanarima je dopušteno da osmišljavaju strategiju i dogovaraju se kako bi preživjeli izbacivanje, a cijeli proces nominacije i izbacivanja određuje sam stanar. Svaki tjedan natječu se u nekoliko natjecanja kako bi osvojili moć i sigurnost u kući, prije nego što izglasaju jednog od stanara iz kuće tijekom javnog izbacivanja. Glavni elementi formata su sljedeći:
- 'Glava kuće (HoH):' Na početku svakog tjedna u kući, stanari se natječu za titulu glave kuće, često skraćenu na jednostavno HoH. Glava kuće za svaki tjedan dobiva luksuz kao što je vlastita spavaća soba i korištenje MP3 playera, ali je odgovoran za imenovanje dva svoja sustanara za izbacivanje. Glava kuće ne bi se mogao natjecati na natjecanju za glavu kuće sljedećeg tjedna

- 'Veto moć (PoV):' Nakon što se odrede nominirani, igra se natjecanje za osvojenje veto moći. Ako stanar odluči iskoristiti pravo veta, glava kuće odgovorna je za imenovanje zamjene.

- 'Izbacivanje:' U noći izbacivanja, svi gosti kuće moraju glasovati za izbacivanje jednog od nominiranih, s izuzetkom nominiranih i glave kućanstva. Glasovanje je anonimno, a stanari kuće usmeno glasaju u ispovjedaonici. U slučaju izjednačenog broja glasova, glava kuće će javno dati odlučujući glas. Kandidat s većinom glasova izbacuje se iz kuće.

## Verzije
Do 20. kolovoza 2022., Big Brother ukupno ima preko 500 pobjednika u više od 62 franšize.
Zadnji put promijenjeno 21. kolovoza 2022.
:     Trenutno emitiranje (4)
     Nadolazeća sezone (16)
     Status nepoznat (9)
     Više se ne emitira (34)
| Država/Regoka | Službeno ime | TV mreže | Pobjednik(ici) | Voditelj(i) |
| --- | --- | --- | --- | --- |
| Afrika (Angola, Bocvana, Etiopija, Gana, Južna Afrika, Kenija, Liberija, Malavi, Mozambik, Namibija, Nigerija, Ruanda, Sijera Leone, Tanzanija, Uganda, Zimbabve i Zambija) | Big Brother Africa | M-Net Africa Magic Mzansi Magic DStv (live) | - Sezona 1, 2003: Cherise Makubale - Sezona 2, 2007: Richard Dyle Bezuidenhout - Sezona 3, 2008: Ricardo Venancio - Sezona 4, 2009: Kevin Chuwang - Sezona 5, 2010: Uti Nwachukwu - Sezona 6, 2011: Karen Igho & Wendall Parsons - Sezona 7, 2012: Keagan Petersen - Sezona 8, 2013: Dillish Matthews - Sezona 9, 2014: Idris Sultan | - Mark Pilgrim (1) - Kabelo Ngakane (2–3) - IK Osakioduwa (4–9) |
| Albanija | Big Brother Albania | Top Channel DigitAlb (live) | - Sezona 1, 2008: Arbër Çepani - Sezona 2, 2009: Qetsor Ferunaj - Sezona 3, 2010: Jetmir Salaj - Sezona 4, 2010-11: Ermela Mezuraj - Sezona 5, 2012: Arbër Zeka - Sezona 6, 2013: Anaidi Kaloti - Sezona 7, 2014: Nevila Omeri - Sezona 8, 2015: Vesel Kurtishaj - Sezona 9, 2017: Danjel Dedndreaj i Fotini Derxho | - Arbana Osmani (1–7, 9) - Ledion Liço (8) |
| Albanija | Big Brother VIP | Top Channel DigitAlb (live) | - Sezona 1, 2021–22: Ilir Shaqiri - Sezona 2, 2022–23: - | Arbana Osmani |
| Angola Mozambik | Big Brother Angola (1–2) | Jango Magic DStv | - Sezona 1, 2014: Larama da Silva - Sezona 2, 2015: Luna Vambano i Mr. Norway Vunge - Sezona 3, 2016: Anderson Mistake i Papetchulo | - Dicla Burity (1–3) - Emerson Miranda (3) |
| Arapski svijet (Bahrein, Egipat, Irak, Jordan, Kuvajt, Libanon, Oman, Saudijska Arabija, Somalija, Sirija i Tunis)                                                          | Big Brother: الرئيس Big Brother: The Boss | MBC 2 | Sezona 1, 2004: Otkazana | Razan Moughrabi |
| Argentina | Gran Hermano | Telefe DirecTV (live;1–3, 6–7) Cablevisión (live; 4–5) Multicanal (live; 4) TDT (live; 6–7) | - Sezona 1, 2001: Marcelo Corazza - Sezona 2, 2001: Roberto Parra - Sezona 3, 2002–03: Viviana Colmenero - Sezona 4, 2007: Marianela Mirra - Sezona 5, 2007: Esteban Morais - Sezona 6, 2010–11: Cristian Urrizaga - Sezona 7, 2011–12: Rodrigo Fernández - Sezona 10, 2022: - | Glavni voditelj: - Soledad Silveyra (1–3) - Jorge Rial (4–7) - Mariano Peluffo (7) - Santiago Del Moro (10–) Debata: - Juan Alberto Badía (1–3) - Mariano Peluffo (4–7) |
| Argentina | Gran Hermano | América TV DirecTV (live) Cablevisión (live) | - Sezona 8, 2015: Francisco Delgado - Sezona 9, 2016: Luis Fabián Galesio | Glavni voditelj: - Jorge Rial Debata: - Pamela David |
| Argentina | Gran Hermano Famosos | Telefe Cablevisión (live) Multicanal (live) | - Sezona 1, 2007: Diego Leonardi | Glavni voditelj: - Jorge Rial Debata: - Mariano Peluffo |
| Australija | Big Brother Australia | Network 10 TV2 (1–3, 5) Prime (4) | - Sezona 1, 2001: Ben Williams - Sezona 2, 2002: Peter Corbett - Sezona 3, 2003: Regina Bird - Sezona 4, 2004: Trevor Butler - Sezona 5, 2005: Greg Matthew - Sezona 6, 2006: Jamie Brooksby - Sezona 7, 2007: Aleisha Cowcher - Sezona 8, 2008: Terri Munro | Gretel Killeen (1–7) Kyle Sandilands (8) Jackie O (8) |
| Australija | Big Brother Australia | TV3 (10–11) | - Sezona 9, 2012: Benjamin Norris - Sezona 10, 2013: Tim Dormer - Sezona 11, 2014: Ryan Ginns | Sonia Kruger |
| Australija | Big Brother Australia | Seven Network Three (12) RTL 5 (12) | - Sezona 12, 2020: Chad Hurst - Sezona 13, 2021: Marley Biyendolo - Sezona 14, 2022: Reggie (Bird) Sorensen - Sezona 15, 2023: - | Sonia Kruger |
| Australija | Celebrity Big Brother | Network 10 | Sezona 1, 2002: Dylan Lewis | Gretel Killeen |
| Australija | Big Brother VIP | Seven Network | - Sezona 1, 2021: Luke Toki | Sonia Kruger |
| Balkan (Bosna i Hercegovina, Crna Gora, Hrvatska, Sjeverna Makedonija i Srbija)                                                                                             | Veliki Brat Big Brother | Pink BH (1–4) Pink M (1–4) B92 (1–3, 5) A1 (3) Pink (4) RTL (4–5) OBN (5) RTRS (5) Sitel (5) Prva (5) | - Sezona 1, 2006: Srbija Ivan Ljuba - Sezona 2, 2007: Otkazana - Sezona 3, 2009: Vladimir Arsić „Arsa” - Sezona 4, 2011: Marijana Čvrljak - Sezona 5, 2015: Darko "Spejko" Petkovski | - Marijana Mićić (1, 3–4) - Irina Vukotić (1, 3) - Ana Grubin (2) - Antonija Blaće (4–5) - Sky Wikluh (5) |
| Balkan (Bosna i Hercegovina, Crna Gora, Hrvatska, Sjeverna Makedonija i Srbija)                                                                                             | Veliki Brat VIP Big Brother VIP | Pink M (1–4) Pink BH (1–4) B92 (1–2, 5) Pink (3–4) A1 (4) BN (5) Prva (5) OBN (5) Sitel (5) | - Sezona 1, 2007: Saša Ćurčić „Đani” - Sezona 2, 2008: Mirjana „Mimi” Đurović - Sezona 3, 2009: Miroslav „Miki” Đuričić - Sezona 4, 2010: Milan Marić „Švaba” - Sezona 5, 2013: Žarko Stojanović | - Ana Grubin (1–2) - Irina Vukotić (1) - Milan Kalinić (2–3) - Marijana Mićić (3–5) - Dragan Marinković (4) |
| Balkan (Bosna i Hercegovina, Crna Gora, Hrvatska, Sjeverna Makedonija i Srbija)                                                                                             | Veliki Brat: Generalna Proba | B92 | Sezona 1, 2006: Jelena Provči & Marko Miljković | Marijana Mićić |
| Belgija | Big Brother | Kanaal Twee | - Sezona 1, 2000: Steven Spillebeen - Sezona 2, 2001: Ellen Dufour - Sezona 3, 2002: Kelly Vandevenne - Sezona 4, 2003: Kristof van Camp - Sezona 5, 2006: Kirsten Janssens - Sezona 6, 2007: Diana Ferrante | Walter Grootaers |
| Belgija | Big Brother (Nizozemska i Belgija) | Telenet (live) | - Sezona 7, 2021]]: Jill Goede - Sezona 8, 2022]]: Salar Abassi Abrassi | Geraldine Kemper Peter Van de Veire |
| Belgija | Big Brother VIPs | VTM Kanaal Twee | - Sezona 1, 2001: Sam Gooris - Sezona 2, 2006: Pim Symoens | Bez voditelja |
| Belgija | Big Brother All-Stars | Kanaal Twee | Sezona 1, 2003]]: Heidi Zutterman | Walter Grootaers |
| Brazil | Big Brother Brazil | TV Globo Globoplay (live) | - Sezona 1, 2002: Kléber de Paula - Sezona 2, 2002: Rodrigo Leonel - Sezona 3, 2003: Dhomini Ferreira - Sezona 4, 2004: Cida dos Santos - Sezona 5, 2005: Jean Wyllys - Sezona 6, 2006: Mara Viana - Sezona 7, 2007: Diego Gasques - Sezona 8, 2008: Rafinha Ribeiro - Sezona 9, 2009: Maximiliano Porto - Sezona 10, 2010: Marcelo Dourado - Sezona 11, 2011: Maria Melillo - Sezona 12, 2012: Fael Cordeiro - Sezona 13, 2013: Fernanda Keulla - Sezona 14, 2014: Vanessa Mesquita - Sezona 15, 2015: Cézar Lima - Sezona 16, 2016: Munik Nunes - Sezona 17, 2017: Emilly Araújo - Sezona 18, 2018: Gleici Damasceno - Sezona 19, 2019: Paula von Sperling - Sezona 20, 2020: Thelma Assis - Sezona 21, 2021: Juliette Freire - Sezona 22, 2022: Arthur Aguiar - Sezona 23, 2023: | - Trenutni - Tadeu Schmidt (22–) - Prošli - Marisa Orth (1) - Pedro Bial (1–16) - Tiago Leifert (17–21) |
| Bugarska | Big Brother | Nova Television Nova+ (live; 1–4) Diema Family (live; 5) | - Sezona 1, 2004–05: Zdravko Vasilev - Sezona 2, 2005: Miroslav Atanasov - Sezona 3, 2006: Lyubov Stancheva - Sezona 4, 2008: Georgi Alurkov - Sezona 5, 2015: Nikita Jönsson | Glavni voditelj: Niki Kunchev (1–3, 5) Milen Tsvetkov (4) Ostali voditelji: Evelina Pavlova (1–2) Aleksandra Sarchadjieva (5) |
| Bugarska | Big Brother Family | Nova Television Diema Family (live) | - Sezona 1, 2010: Eli i Veselin Kuzmovi | Niki Kunchev |
| Bugarska | VIP Brother | Nova Television Nova+ (live; 1–2) Diema 2 (live; 3) Diema Family (live; 4) | - Sezona 1, 2006: Konstantin Slavchev - Sezona 2, 2007: Hristina Stefanova - Sezona 3, 2009: Deyan Slavchev – Deo - Sezona 4, 2012: Orlin Pavlov - Sezona 5, 2013: Stanka Zlateva - Sezona 6, 2014: Vladislav Karamfilov – Vladi Vargala - Sezona 7, 2015: Georgi Tashev – Gino Biancalana - Sezona 8, 2016: Miglena Angelova - Sezona 9, 2017: Yonislav Yotov – Toto - Sezona 10, 2018: Atanas Kolev (rapper) | Glavni voditelj: Niki Kunchev Ostali voditelji: Evelina Pavlova (1) Dimitar Rachkov (3) Maria Ignatova (3) Aleksandra Sarchadjieva (4–10) Miglena Angelova (9) Azis (10) |
| Bugarska | Big Brother All Stars (1–4) Big Brother: Most Wanted (5–6)                                                                                         | Nova Television Diema Family (live; 1) | - Sezona 1, 2012: Nikola Nasteski – Lester - Sezona 2, 2013: Zlatka Dimitrova - Sezona 3, 2014: Todor Slavkov - Sezona 4, 2015: Desi Slava | Glavni voditelj: Niki Kunchev Ostali voditelji: Aleksandra Sarchadjieva Azis (6) |
| Češka | Big Brother | TV Nova | Sezona 1, 2005: David Šín | - Eva Aichmajerová - Lejla Abbasová - Leoš Mareš |
| Danska | Big Brother | TvDanmark | - Sezona 1, 2001: Jill Liv Nielsen - Sezona 2, 2001: Carsten B. Berthelsen - Sezona 3, 2003: Johnni Johansen | Lisbeth Janniche |
| Danska | Big Brother | Kanal 5]] The Voice TV (live; 4) 7'eren (live; 5–6) | - Sezona 4, 2012: Amanda Heisel - Sezona 5, 2013: Bjørn Clausen - Sezona 6, 2014: David Feldstedt | - Marie Egede (4) - Anne Kejser (5) - Oliver Bjerrehuus (6) |
| Danska | Big Brother VIP | TvDanmark | Sezona 1, 2003: Thomas Bickham | Lisbeth Janniche |
| Danska | Big Brother Reality All-Stars | TvDanmark | Sezona 1, 2004: Jill Liv Nielsen | Lisbeth Janniche |
| Ekvador | Gran Hermano | Ecuavisa | Sezona 1, 2003: David Burbano | Toty Rodríguez |
| Filipini | Pinoy Big Brother (Standardna verzija) | A2Z (9–) Kapamilya Channel (9–) ABS-CBN (1–8) TFC (Svijetsko) Sky Cable (live) Studio 23 (live; 1–3) | - Sezona 1, 2005: Nene Tamayo - Sezona 2, 2007: Beatriz Saw - Sezona 3, 2009–10: Melisa Cantiveros - Sezona 4, 2011–12: Slater Young | - Toni Gonzaga (1–4) - Bianca Gonzalez (2–4) - Mariel Rodriguez (1–3) - Willie Revillame (1) - Robi Domingo (4) |
| Filipini | Pinoy Big Brother (Mix verzija) | A2Z (9–) Kapamilya Channel (9–) ABS-CBN (1–8) TFC (Svijetsko) Sky Cable (live) Studio 23 (live; 1–3) | - Sezona 5, 2014: Daniel Matsunaga - Sezona 6, 2015: Miho Nishida i Jimboy Martin - Sezona 7, 2016–17: Maymay Entrata - Sezona 8, 2018–19: Yamyam Gucong - Sezona 9, 2020–21: Liofer Pinatacan - Sezona 10, 2021–22: Anji Salvacion | - Trenutni - Bianca Gonzalez (5–) - Robi Domingo (5–) - Kim Chiu (8–) - Melisa Cantiveros (8–) - Enchong Dee(6*, 9–) - Maymay Entrata (9–) - Edward Barber(9–) - Richard Juan(9–) - Prošli - John Prats (5) - Mariel Rodriguez (7) - Alex Gonzaga (5*,8) - Toni Gonzaga (5–10) |
| Filipini | Pinoy Big Brother: Celebrity Edition | A2Z (9–) Kapamilya Channel (9–) ABS-CBN (1–8) TFC (Svijetsko) Sky Cable (live) Studio 23 (live; 1–3) | - Sezona 1, 2006: Keanna Reeves - Sezona 2, 2007–08: Ruben Gonzaga | - Toni Gonzaga (1–2) - Mariel Rodriguez (1–2) - Luis Manzano (1) - Bianca Gonzalez (2) |
| Filipini | Pinoy Big Brother: Teen Edition | A2Z (9–) Kapamilya Channel (9–) ABS-CBN (1–8) TFC (Svijetsko) Sky Cable (live) Studio 23 (live; 1–3) | - Sezona 1, 2006: Kim Chiu - Sezona 2, 2008: Ejay Falcon - Sezona 3, 2010: James Reid - Sezona 4, 2012: Myrtle Abigail Sarrosa | - Bianca Gonzalez (1–4) - Mariel Rodriguez (1–3) - Toni Gonzaga (2–4) - Luis Manzano (2) - Robi Domingo (4) - John Prats (4) |
| Finska | Big Brother Suomi | Sub | - Sezona 1, 2005: Perttu Sirviö - Sezona 2, 2006: Sari Nygren - Sezona 3, 2007: Sauli Koskinen - Sezona 4, 2008: Anniina Mustajärvi - Sezona 5, 2009: Aso Alanso - Sezona 6, 2010: Niko Nousiainen - Sezona 7, 2011: Janica Kortman - Sezona 8, 2012: Teija Kurvinen - Sezona 10, 2014: Andte Gaup-Juuso | - Mari Sainio (Kakko) (1–2, 10) - Vappu Pimiä (3–5) - Susanna Laine (6–7) - Elina Kottonen (6–8) |
| Finska | Big Brother Suomi | Nelonen Jim (11; Dnevni pregled) Ruutu.fi (stream; live 24/7) | - Sezona 11, 2019: Kristian Heiskari - Sezona 12, 2020: Joel Jämsinen - Sezona 14, 2021: Jasmiina Yildiz - Sezona 15, 2022: | Elina Kottonen Kimmo Vehviläinen Alma Hätönen |
| Finska | Julkkis Big Brother (9) Celebrity Big Brother Big Brother Suomi VIP (13)                                                                           | Sub | Sezona 9, 2013: Jori Kopponen | Mari Sainio |
| Finska | Julkkis Big Brother (9) Celebrity Big Brother Big Brother Suomi VIP (13)                                                                           | Nelonen Ruutu.fi (stream; live 24/7) | Sezona 13, 2021: Petra Olli\|Petra Maarit Olli | Anni Hautala Tinni Wikström Kimmo Vehviläinen |
| Francuska | Loft Story | M6 | - Sezona 1, 2001: Christophe Mercy i Loana Petrucciani - Sezona 2, 2002: Karine Delgado i Thomas Saillofest | Benjamin Castaldi |
| Francuska | Secret Story | NT1 (Dnevni pregled: 9) CanalSat (live; 1) | - Sezona 1, 2007: Marjorie, Cyrielle i Johanna Bluteau - Sezona 2, 2008: Matthias Pohl - Sezona 3, 2009: Emilie Nefnaf - Sezona 4, 2010: Benoît Dubois - Sezona 5, 2011: Marie Garet - Sezona 6, 2012: Nadège Lacroix - Sezona 7, 2013: Anaïs Camizuli - Sezona 8, 2014: Leila Ben Khalifa - Sezona 9, 2015: Émilie Fiorelli | - Benjamin Castaldi (1–8) - Christophe Beaugrand (9–11) - After Secret - Adrien Lemaître (3–9) - Nadège Lacroix (7) - Leila Ben Khalifa (9) - Julie Taton (9–10) - Emilie Fiorelli (10) - Julien Geloën (11)                                                                   |
| Francuska | Secret Story | NT1 | - Sezona 10, 2016: Julien Geloën - Sezona 11, 2017: Noré Tir | - Benjamin Castaldi (1–8) - Christophe Beaugrand (9–11) - After Secret - Adrien Lemaître (3–9) - Nadège Lacroix (7) - Leila Ben Khalifa (9) - Julie Taton (9–10) - Emilie Fiorelli (10) - Julien Geloën (11)                                                                   |
| Grčka Cipar | Big Brother | ANT1 | - Sezona 1, 2001: Giorgos Triantafyllidis - Sezona 2, 2002: Alexandros Moskhos - Sezona 3, 2003: Thodores Jspógloy - Sezona 4, 2005: Nikos Papadopoulos | - Andreas Mikroutsikos (1–3) - Tatiana Stefanidou (4) |
| Grčka Cipar | Big Brother | Alpha TV Sigma TV Nova (live) | - Sezona 5, 2010–11: Giannis Foukakis | - Roula Koromila] |
| Grčka Cipar | Big Brother | Skai TV Sigma TV | - Sezona 6, 2020: Anna-Maria Psycharaki - Sezona 7, 2021: Nikos Taklis | - Harry Varthakouris (6) - Grigoris Gountaras (7) - Natali Kakava (7) |
| Hrvatska | Big Brother | NOVA TV | - Sezona 1, prosinac 2003: Ukinuta zbog autorskih prava | - Anja Alavanja |
| Hrvatska | Big Brother | RTL | - Sezona 1, 2004: Saša Tkalčević - Sezona 2, 2005: Hamdija Seferović - Sezona 3, 2006: Danijel Rimanić - Sezona 4, 2007: Vedran Lovrenčić - Sezona 5, 2008: Krešimir Duvančić | - Daria Knez (1) - Neno Pavinčić (1, 6) - Boris Mirković (1–3) - Renata Sopek (2–4) - Antonija Blaće (2–5, 7) - Filip Brajković (4) - Marko Lušić (5) - Korana Gvozdić (5) - Marijana Batinić (6)                                                                              |
| Hrvatska | Celebrity Big Brother | RTL | Sezona 1, 2008: Danijela Dvornik | Antonija Blaće Marko Lušić |
| Indija | Bigg Boss (Televezijska verzija) | SET | Sezona 1, 2006–07: Rahul Roy | Arshad Warsi |
| Indija | Bigg Boss (Televezijska verzija) | Colors TV | - Sezona 2, 2008: Ashutosh Kaushik - Sezona 3, 2009: Vindu Dara Singh - Sezona 4, 2010-11: Shweta Tiwari - Sezona 5, 2011–12: Juhi Parmar - Sezona 6, 2012–13: Urvashi Dholakia - Sezona 7, 2013: Gauahar Khan - Sezona 8, 2014–15: Gautam Gulati - Sezona 9, 2015–16: Prince Narula - Sezona 10, 2016–17: Manveer Gurjar - Sezona 11, 2017–18: Shilpa Shinde - Sezona 12, 2018: Dipika Kakar - Sezona 13, 2019–20: Sidharth Shukla - Sezona 14, 2020–21: Rubina Dilaik - Sezona 15, 2021–22: Tejasswi Prakash | - Trenutni - Salman Khan (4–) - Prošli - Shilpa Shetty (2) - Amitabh Bachchan (3) - Sanjay Dutt (5) |
| Indija | Bigg Boss Halla Bol (Spin-Off) | Colors TV | - Sezona 1, 2015: Gautam Gulati | - Farah Khan] |
| Indija | Bigg Boss OTT (Digitalna verzija) | Voot | - Sezona 1, 2021: Divya Agarwal | Karan Johar |
| Indija (Kannada jezik) | Bigg Boss Kannada | ETV Kannada | Sezona 1, 2013: Vijay Raghavendra | Sudeepa |
| Indija (Kannada jezik) | Bigg Boss Kannada | Suvarna TV | Sezona 2, 2014: Akul Balaji | Sudeepa |
| Indija (Kannada jezik) | Bigg Boss Kannada | Colors Kannada (3–4; 7,8) Colors Super (4–6) | - Sezona 3, 2015–16: Shruthi - Sezona 4, 2016–17: Pratham - Sezona 5, 2017–18: Chandan Shetty - Sezona 6, 2018–19: Shashi Kumar - Sezona 7, 2019–20: Shine Shetty - Sezona 8, 2021: Manju Pavagada | Sudeepa |
| Indija (Kannada jezik) | Bigg Boss Mini Season (Spin-Off) | Colors Kannada | - Sezona 1, 2021: Nema pobjednika | Sudeepa |
| Indija (Kannada jezik) | Bigg Boss Kannada OTT (Digitalna verzija) | Voot | - Sezona 1, 2022: | Sudeepa |
| Indija (Bengalijski jezika) | Bigg Boss Bangla | ETV Bangla | \|Sezona 1, 2013: Aneek Dhar | Mithun Chakraborty |
| Indija (Bengalijski jezika) | Bigg Boss Bangla | Colors Bangla | Sezona 2, 2016: Joyjeet Banerjee | Jeet |
| Indija (Tamilski jezik) | Bigg Boss (Televizijska verzija) | Star Vijay | - Sezona 1, 2017: Arav Kizar | Kamal Haasan |
| Indija (Tamilski jezik) | Bigg Boss Ultimate (Digitalna verzija) | Disney+ Hotstar | - [Sezona 1, 2022: Balaji Murugadoss | Silambarasan |
| Indija (Telugu jezik) | Bigg Boss (Televizijska verzija) | Star Maa | - Sezona 1, 2017: Siva Balaji - Sezona 2, 2018: Kaushal Manda - Sezona 3, 2019: Rahul Sipligunj - Sezona 4, 2020: Abijeet Duddala - Sezona 5, 2021: VJ Sunny - Sezona 6, 2022: | - Trenutni - Nagarjuna (3–) - Prošli - Jr. NTR (1) - Nani (2) |
| Indija (Telugu jezik) | Bigg Boss Non-Stop (Digitalna verzija) | Disney+ Hotstar | - Sezona 1, 2022: Bindu Madhavi | Nagarjuna |
| Indija (Marathi jezik) | Bigg Boss Marathi | Colors Marathi | - Sezona 1, 2018: Megha Dhade - Sezona 2, 2019: Shiv Thakre - Sezona 3, 2021: Vishal Nikam - Sezona 4, 2022: | - Mahesh Manjrekar |
| Indija (Malayalam jezik) | Bigg Boss Malayalam | Asianet | - Sezona 1, 2018: Sabumon Abdusamad - Sezona 2, 2020: Otkazana - Sezona 3, 2021: Manikuttan - Sezona 4, 2022: Dilsha Prasannan | Mohanlal |
| Indonezija | Big Brother Indonesia | Trans TV | Sezona 1, 2011: Alan Wangsa | - Ferdi Hassan - Indra Herlambang - Sarah Sechan - Shara Aryo |
| Izrael | האח הגדול Big Brother | Channel 2-Keshet Hot (live) yes (live) | - Sezona 1, 2008: Shifra Cornfeld - Sezona 2, 2009–10: Eliraz Sade - Sezona 3, 2010–11: Yaakov "Jackie" Menahem - Sezona 4, 2012: Yekutiel "Kuti" Sabag - Sezona 5, 2013: Tahounia Rubel - Sezona 6, 2014: Tal Gilboa - Sezona 7, 2015–16: Shay Mika Ifrah - Sezona 8, 2016–17: Avihai Ohana | - Erez Tal (1–8) - Assi Azar (1–6) - Korin Gideon (7–8) |
| Izrael | האח הגדול Big Brother | Channel 13 Channel 26 (live) | - Sezona 9, 2018: Israel Ogalbo - Sezona 10, 2020: Tikva Gidon - Sezona 11, 2020–21: Zehava Ben] - Sezona 12, 2022: | - Trenutni - Liron Weizman - Guy Zu-Aretz (10–) - Prošli - Ofer Shechter (9) - Asi Israelof (9) |
| Izrael | VIP האח הגדול Big Brother VIP | Channel 2-Keshet Hot (live) Yes (live) | - Sezona 1, 2009: Dudi Melitz - Sezona 2, 2015: Moshik Afia | - Erez Tal (1–2) - Assi Azar (1–2) |
| Izrael | VIP האח הגדול Big Brother VIP | Channel 13 Channel 26 (live) | - Sezona 3, 2019: Asaf Goren - Sezona 4, 2021: Oren Hazan | - Liron Weizman - Guy Zu-Aretz |
| Italija | Grande Fratello | Canale 5 Italia 1 (Dnevni pregled; 13–) Stream TV (live; 1–3) Sky (live; 4–5, 8–9) Mediaset Premium (live; 6–14) Mediaset Extra (live; 15–) La5 (live; 11–)                                                                                           | - Sezona 1, 2000: Cristina Plevani - Sezona 2, 2001: Flavio Montrucchio - Sezona 3, 2003: Floriana Secondi - Sezona 4, 2004: Serena Garitta - Sezona 5, 2004: Jonathan Kashanian - Sezona 6, 2006: Augusto De Megni - Sezona 7, 2007: Milo Coretti - Sezona 8, 2008: Mario Ferretti - Sezona 9, 2009: Ferdi Berisa - Sezona 10, 2009–10: Mauro Marin - Sezona 11, 2010–11: Andrea Cocco - Sezona 12, 2011–12: Sabrina Mbarek - Sezona 13, 2014: Mirco Petrilli - Sezona 14, 2015: Federica Lepanto - Sezona 15, 2018: Alberto Mezzetti - Sezona 16, 2019: Martina Nasoni | - Daria Bignardi (1–2) - Barbara D'Urso (3–5, 15–16) - Alessia Marcuzzi (6–14) |
| Italija | Grande Fratello VIP | Canale 5 Italia 1 (Dnevni pregled) Mediaset Extra (live) La5 (live) | - Sezona 1, 2016: Alessia Macari - Sezona 2, 2017: Daniele Bossari - Sezona 3, 2018: Walter Nudo - Sezona 4, 2020: Paola Di Benedetto - Sezona 5, 2020–21: Tommaso Zorzi - Sezona 6, 2021–22: Jessica Hailé Selassié - Sezona 7, 2022–23: | - Trenutni - Alfonso Signorini (4–) - Prošli - Ilary Blasi (1–3) |
| Južna Afrika | Big Brother South Africa | M-Net Mzansi Magic DStv (live) | - Sezona 1, 2001: Ferdinand Rabie - Sezona 2, 2002: Richard Cawood | - Mark Pilgrim - Gerry Rantseli |
| Južna Afrika | Big Brother Mzansi | M-Net Mzansi Magic DStv (live) | | |
| Južna Afrika | - Sezona 1, 2014: Mandla Hlatshwayo - Sezona 2, 2015: Nkanyiso "Ace" Khumalo i Ntombi Tshabalala - Sezona 3, 2022: Michelle "Mphowabadimo" Mvundla | M-Net Mzansi Magic DStv (live) | Lungile Radu (1–2) Lawrence Maleka (3) | |
| Južna Afrika | Celebrity Big Brother | M-Net Mzansi Magic DStv (live) | Sezona 1, 2002: Bill Flynn | - Mark Pilgrim - Gerry Rantseli |
| Kanada (Sezona na engleskom) | Big Brother Kanada | Slice | - Sezona 1, 2013: Jillian MacLaughlin - Sezona 2, 2014: Jon Pardy | Arisa Cox] |
| Kanada (Sezona na engleskom) | Big Brother Kanada | Global 7plus (10–) | - Sezona 3, 2015: Sarah Hanlon - Sezona 4, 2016: Nicholas & Philippe Paquette - Sezona 5, 2017: Kevin Martin - Sezona 6, 2018: Paras Atashnak - Sezona 7, 2019: Dane Rupert - Sezona 8, 2020: Otkazana - Sezona 9, 2021: Tychon Carter-Newman - Sezona 10, 2022: Kevin Jacobs - Sezona 11, 2023: | Arisa Cox] |
| Kanada (Sezona na francuskom) | Loft Story | TQS | - Sezona 1, 2003: Julie Lemay i Samuel Tissot - Sezona 2, 2006: Mathieu Baron i Stéphanie Bélanger - Sezona 3, 2006: Shawn-Edward, Jean-Philippe Anwar i Kim Rusk - Sezona 4, 2007: Mathieu Surprenant - Sezona 5, 2008: Charles-Éric Boncoeur | - Renée-Claude Brazeau (1) - Isabelle Maréchal (2) - Marie Plourde (3–5) |
| Kanada (Sezona na francuskom) | Loft Story: La Revanche Loft Story: The Revenge | TQS | Sezona 6, 2009: Sébastien Tremblay | Pierre-Yves Lord |
| Kanada (Sezona na francuskom) | Big Brother | V | Sezona 1, 2010: Vincent Durand Dubé | Chéli Sauvé-Castonguay |
| Kanada (Sezona na francuskom) | Big Brother Célébrités | Noovo | - Sezona 1, 2021: Jean-Thomas Jobin - Sezona 2, 2022: Stephanie Harvey - Sezona 3, 2023: | Marie-Mai Bouchard |
| Kina | 室友一起宅 – Big Brother Kina Housemates, Let's Stay Together                                                                                      | Youku.com Tudou.com | Pilot season, 2015–16: Tan Xiangjun | Zhou Wentao (Live Final) Yang Ruilei (Live Final) |
| Kolumbija | Gran Hermano | Caracol Televisión | Sezona 1, 2003: Mónica Patricia Tejón | Adriana Arango |
| Kolumbija | Gran Hermano | Citytv Bogotá | Sezona 2, 2012: Diana Hernández | Agmeth Escaf |
| Kosovo | Big Brother VIP Kosova | Klan Kosova Artmotion (live) | - Sezona 1, 2022: | - Alaudin Hamiti |
| Litva | Paslapčių namai The House of Secrets | TV3 | Sezona 1, 2013: Gintautas Katulis | - Agnė Grigaliūnienė - Marijus Mikutavičius |
| Mađarska | Big Brother | TV2 | - Sezona 1, 2002: Éva Párkányi - Sezona 2, 2003: Zsófi Tóth | - Claudia Liptai - Attila Till |
| Mađarska | Big Brother VIP | TV2 | - Sezona 1, 2003: Gábor Bochkor - Sezona 2, 2003: Lajos Boros - Sezona 3, 2003: Zolee Ganxsta | - Claudia Liptai - Attila Till |
| Mađarska | Való Világ powered by Big Brother | RTL II | - Sezona 8, 2016: Soma Farkas - Sezona 9, 2018–19: Zsuzsanna Varga - Sezona 10, 2020–21: Vivien Szilágyi - Sezona 11, 2022: | - Trenutni - Anikó Nádai (8–) - Peti Puskás (9–) - Prošli - Bence Istenes (6–8) |
| Meksiko | Big Brother Meksiko Big Brother PM (4) | Televisa Sky (live) | - Sezona 1, 2002: Rocío Cárdenas - Sezona 2, 2003: Silvia Irabien - Sezona 3, 2005: Evelyn Nieto | - Adela Micha (1–2) - Verónica Castro (3) |
| Meksiko | Big Brother Meksiko Big Brother PM (4) | Canal 5 Sky (live) | - Sezona 4, 2015: Eduardo "Chile" Miranda | Adela Micha |
| Meksiko | Big Brother VIP | Televisa Sky (live) | - Sezona 1, 2002: Galilea Montijo - Sezona 2, 2003: Omar Chaparro - Sezona 3, 2004: Eduardo Videgaray - Sezona 4, 2004: Roxanna Castellanos - Sezona 5, 2005: Sasha Sökol | - Víctor Trujillo (1) - Verónica Castro (2–4) |
| Mongolija | Big Brother Mongolija | Mongol TV | Sezona 1, 2021: Enku Bulgan | |
| Nizozemska | Big Brother (Izvorna verzija) | Veronica | - Sezona 1, 1999: Bart Spring in 't Veld - Sezona 2, 2000: Bianca Hagenbeek | - Rolf Wouters (1) - Daphne Deckers (1) - Esther Duller (2) - Beau Van Erven Dorens (2) |
| Nizozemska | Big Brother (Izvorna verzija) | Yorin | - Sezona 3, 2001: Sandy Boots - Sezona 4, 2002: Jeanette Godefroy | - Patty Brard (3) - Martijn Krabbé (4) |
| Nizozemska | Big Brother (Izvorna verzija) | Talpa | - Sezona 5, 2005: Joost Hoebink - Sezona 6, 2006: Jeroen Visser | - Bridget Maasland (5–6) - Ruud de Wild (5) |
| Nizozemska | Big Brother (Nizozemska i Belgija) | RTL 5 Videoland (stream; live) | - Sezona 7, 2021: Jill Goede - Sezona 8, 2022: Salar Abassi Abrassi | Geraldine Kemper Peter Van de Veire |
| Nizozemska | Big Brother VIPs (1) Hotel Big Brother (2) | Veronica | Sezona 1, 2000: Nema pobjednika | |
| Nizozemska | Big Brother VIPs (1) Hotel Big Brother (2) | Talpa | Sezona 2, 2006: Nema pobjednika | Caroline Tensen |
| Nizozemska | Secret Story | Net5 | Sezona 1, 2011: Sharon Hooijkaas | - Renate Verbaan - Bart Boonstra |
| Nigerija | Big Brother Nigerija (1) Big Brother Naija (2–6)                                                                                                   | M-Net DStv (live) | Sezona 1, 2006: Katung Aduwak | - Olisa Adibua - Michelle Dede |
| Nigerija | Big Brother Nigerija (1) Big Brother Naija (2–6)                                                                                                   | Africa Magic GOtv DStv (live) | - Sezona 2, 2017: Efe Ejeba - Sezona 3, 2018: Miracle Ikechukwu Igbokwe - Sezona 4, 2019: Mercy Eke - Sezona 5, 2020: Olamilekan "Laycon" Agbeleshe - Sezona 6, 2021: Hazel Oyeze "Whitemoney" Onou - Sezona 7, 2022: | Ebuka Obi-Uchendu |
| Norveška | Big Brother | TVN | - Sezona 1, 2001: Lars Joakim Ringom - Sezona 2, 2002: Veronica Agnes Roso - Sezona 3, 2003: Eva Lill Baukhol | - Arve Juritzen (1–2) - Trygve Rønningen (3) |
| Norveška | Big Brother | TV 2 Bliss | Sezona 4, 2011: Tine Barstad | - Petter Pilgaard - Sarah Natasha Melbye |
| Njemačka | Big Brother | RTL II Single TV (2) RTL (2–3) MTV2 Pop (4–5) Tele 5 (4–6) 9Live (8) VIVA (5, 9) Premiere (live; 5–9) Clipfish (live; 10–11) Sky (live; 10–11) | - Sezona 1, 2000: John Milz - Sezona 2, 2000: Alida Nadine Kurras - Sezona 3, 2001: Karina Schreiber - Sezona 4, 2003: Jan Geilhufe - Sezona 5, 2004–05: Sascha Sirtl - Sezona 6, 2005–06: Michael Knopf - Sezona 7, 2007: Michael Carstensen - Sezona 8, 2008: Silke Kaufmann - Sezona 9, 2008–09: Daniel Schöller - Sezona 10, 2010: Timo Grätsch - Sezona 11, 2011: Marc Sonnen | - Percy Hoven (1) - Oliver Geissen (2–3) - Aleksandra Bechtel (4, 10–11) - Ruth Moschner (5–6) - Oliver Petszokat (6) - Charlotte Karlinder (7–8) - Miriam Pielhau (8–9) - Sonja Zietlow (11)                                                                                  |
| Njemačka | Big Brother | sixx Sky (live) 7TV (stream) | - Sezona 12, 2015: Lusy Skaya | - Jochen Bendel |
| Njemačka | Big Brother | Sat.1 sixx (Tjedni pregled) Joyn (stream) | - Sezona 13, 2020: Cedric Beidinger | - Jochen Schropp |
| Njemačka | Promi Big Brother | Sat.1 sixx (Dnevni pregled; 2–4, 6–8) IGTV (Dnevni pregled; 7–) Sat.1 emotions (1) Sky (live 3 hours; 1, live; 3) maxdome (live; 2) Bild (live; 4) 7TV (stream; 2–6) Joyn (stream; 7–)                                                                | - Sezona 1, 2013: Jenny Elvers - Sezona 2, 2014: Aaron Troschke - Sezona 3, 2015: David Odonkor - Sezona 4, 2016: Ben Tewaag - Sezona 5, 2017: Jens Hilbert - Sezona 6, 2018: Silvia Wollny - Sezona 7, 2019: Janine Meissner - Sezona 8, 2020: Werner Hansch - Sezona 9, 2021: Melanie Müller - Sezonaa 10, 2022: | - Trenutni - Jochen Schropp (2–) - Marlene Lufen (6–) - Prošli - Cindy aus Marzahn (1) - Oliver Pocher (1) - Jochen Bendel (5) |
| Pacifik (Čile, Ekvador i Peru) | Gran Hermano del Pacífico | RedTeleSistema RED Televisión ATV | Sezona 1, 2005: Juan Sebastián López | - Lorena Meritano (Main) - Álvaro Ballera & Álvaro García (Regional) - Janine Leal (Regional) - Juan Francisco Escobar (Regional) |
| Panama | Big Brother Panamá | TVN | Sezona 1, 2016: Katherine Sandoval | - Rolando Sterling - Gaby Garrido |
| Peru | La Casa de Los Secretos The House of Secrets | Frecuencia Latina | Sezona 1, 2012: Álvaro de la Torre | - Carla García - Jason Day |
| Poljska | Big Brother | TVN | - Sezona 1, 2001: Janusz Dzięcioł - Sezona 2, 2001: Marzena Wieczorek - Sezona 3, 2002: Piotr Borucki | - Grzegorz Miecugow (1–3) - Martyna Wojciechowska (1–3) - Andrzej Sołtysik (2–3) |
| Poljska | Big Brother | TV4 | - Sezona 4, 2007: Jolanta Rutowicz - Sezona 5 (part 2), 2008: Janusz Strączek | - Jakub Klawiter (4–5) - Karina Kunkiewicz (4) - Małgorzata Kosik (5) |
| Poljska | Big Brother | TVN 7 | - Sezona 6, 2019: Magda Wójcik - Sezona 7, 2019: Kamil Lemieszewski | - Agnieszka Woźniak-Starak (6) - Gabi Drzewiecka (7) |
| Poljska | Big Brother VIP | TV4 | Sezona 5 (part 1), 2008: Jarosław Jakimowicz | - Jakub Klawiter - Małgorzata Kosik |
| Portugal | Big Brother | TVI TVI Reality (live; 5–) TVI Internacional (5) TVI Eventos (live; 1) | - Sezona 1, 2000: Zé Maria Seleiro - Sezona 2, 2001: Henrique Guimarães - Sezona 3, 2001: Catarina Cabral - Sezona 4, 2003: Fernando Geraldes - Sezona 5, Spring 2020: Soraia Moreira - Sezona 6, Autumn 2020: Zena Pacheco - Sezona 7, 2021: Ana Barbosa - Sezona 8, 2022: | - Trenutni - Cláudio Ramos (5; 7–) - Manuel Luís Goucha (7–) - Prošli - Teresa Guilherme (1–4; 6) |
| Portugal | Big Brother Famosos (1–2, 4–) Big Brother VIP (3)                                                                                                  | TVI TVI Direct (live; VIP) | - Sezona 1, 2002: Ricardo Vieira - Sezona 2, 2002: Vítor Norte - Sezona 3, 2013: Pedro Guedes - Sezona 4, 2022: Francisco "Kasha" Pereira - Sezona 5, 2022: Bernardo Sousa | - Trenutni - Cristina Ferreira (4–) - Prošli - Teresa Guilherme (1–3) |
| Portugal | Big Brother: Duplo Impacto Big Brother: Double Impact                                                                                              | TVI TVI Reality (live) | - Sezona 1, 2021: Joana Albuquerque | - Teresa Guilherme - Cláudio Ramos |
| Portugal | Big Brother: Desafio Final Big Brother: Final Challenge                                                                                            | TVI TVI Reality (live) | - Sezona 1, 2022: Bruna Gomes | Cristina Ferreira |
| Portugal | Secret Story: Casa dos Segredos Secret Story: House of Secrets                                                                                     | TVI TVI Reality (live; 6–) TVI Direct (live; 1–5) | - Sezona 1, 2010: António Queirós - Sezona 2, 2011: João Mota - Sezona 3, 2012: Rúben Boa Nova - Sezona 4, 2013: Luís Nascimento - Sezona 5, 2014: Elisabete Moutinho - Sezona 6, 2016: Helena Patrício - Sezona 7, 2018: Tiago Rufino | - Júlia Pinheiro (1) - Teresa Guilherme (2–6) - Manuel Luís Goucha (7) |
| Portugal | Secret Story: Desafio Final Secret Story: Final Challenge                                                                                          | TVI TVI Reality (live; 6–) TVI Direct (live; 1–5) | - Sezona 1, 2013: Cátia Palhinha - Sezona 2, 2014: Érica Silva - Sezona 3, 2015: Sofia Sousa - Sezona 4, 2017: Carlos Sousa | Teresa Guilherme |
| Portugal | Secret Story: Luta Pelo Poder Secret Story: Power Struggle                                                                                         | TVI TVI Reality (live; 6–) TVI Direct (live; 1–5) | Sezona 1, 2015: Bruno Sousa | Teresa Guilherme |
| Portugal | Secret Story: O Reencontro Secret Story: The Reunion                                                                                               | TVI TVI Reality (live; 6–) TVI Direct (live; 1–5) | Sezona 1, 2018: Carina Ferreira | Manuel Luís Goucha |
| Rumunjska | Big Brother | Prima TV | - Sezona 1, 2003: Sorin Pavel Fisteag - Sezona 2, 2004: Iustin Popovici | - Andreea Raicu - Virgil Ianțu |
| Rusija | Большой Брат Predložak:Transliteration Big Brother                                                                                                 | TNT | Sezona 1, 2005: Anastasia Yagaylova | Ingeborga Dapkunaite |
| SAD (English) | Big Brother (Emitirana verzija) | CBS Showtime 2 (8–14) Pop (15–21) Slice Global Global Reality Channel E4 (4, 9) CBS.com/AOL (Live; 1) RealNetworks (Live; 2–14) CBS All Access (Live; 15–22) Paramount+ (Live; 23–)                                                                   | - Sezona 1, 2000: Eddie McGee - Sezona 2, 2001: Will Kirby - Sezona 3, 2002: Lisa Donahue - Sezona 4, 2003: Jun Song - Sezona 5, 2004: Drew Daniel - Sezona 6, 2005: Maggie Ausburn - Sezona 8, 2007: Dick Donato - Sezona 9, Winter 2008: Adam Jasinski - Sezona 10, Summer 2008: Dan Gheesling - Sezona 11, 2009: Jordan Lloyd - Sezona 12, 2010: Hayden Moss - Sezona 13, 2011: Rachel Reilly - Sezona 14, 2012: Ian Terry - Sezona 15, 2013: Andy Herren - Sezona 16, 2014: Derrick Levasseur - Sezona 17, 2015: Steve Moses - Sezona 18, 2016: Nicole Franzel - Sezona 19, 2017: Josh Martinez - Sezona 20, 2018: Kaycee Clark - Sezona 21, 2019: Jackson Michie - Sezona 23, 2021: Xavier Prather - Sezona 24, 2022:                                                          | - Trenutni - Julie Chen Moonves - Prošli - Ian O'Malley (1) |
| SAD (English) | Big Brother: All-Stars | CBS Showtime 2 (8–14) Pop (15–21) Slice Global Global Reality Channel E4 (4, 9) CBS.com/AOL (Live; 1) RealNetworks (Live; 2–14) CBS All Access (Live; 15–22) Paramount+ (Live; 23–)                                                                   | - Sezona 7, 2006: Mike Malin - Sezona 22, 2020: Cody Calafiore | - Trenutni - Julie Chen Moonves - Prošli - Ian O'Malley (1) |
| SAD (English) | Big Brother: Over the Top (Digitalna verzija) | CBS All Access | Sezona 1, 2016: Morgan Willett | Julie Chen Moonves |
| SAD (English) | Celebrity Big Brother | CBS Pop Global 9Now (1) 9Go! (1) CBS All Access (Live; 1–2) Paramount+ (Live; 3–) | - Sezona 1, 2018: Marissa Jaret Winokur - Sezona 2, 2019: Tamar Braxton - Sezona 3, 2022: Miesha Tate | Julie Chen Moonves |
| SAD (Španjolski jezik) | Gran Hermano | Telemundo | Sezona 1, 2016: Pedro Orta | Giselle Blondet |
| SAD (Španjolski jezik) | La casa de los famosos The House of the Famous | Telemundo | - Sezona 1, 2021: Alicia Machado - Sezona 2, 2022: Ivonne Montero - Sezona 3, | Héctor Sandarti Jimena Gallego |
| Skandinavski poluotok (Norveška i Švedska) | Big Brother | Kanal 5 FEM | - Sezona 1, 2005: Britt Goodwin - Sezona 2, 2006: Jessica Lindgren | - Brita Møystad Engseth (1–2) - Adam Alsing (1) - Hannah Rosander (2) |
| Skandinavski poluotok (Norveška i Švedska) | Big Brother | Kanal 9 FEM | Sezona 3, 2014: Anders Olsson | - Pia Lykke - Adam Alsing |
| Second Life | Big Brother Second Life | Internet | Sezona 1, 2006: Madlen Flint | |
| Slovačka | Big Brother: Súboj Big Brother: Duel | Markíza | Sezona 1, 2005: Richard Tkáč | Viliam Rozboril Zuzana Belohorcová |
| Slovenija | Big Brother | Kanal A | - Sezona 1, 2007: Andrej Novak - Sezona 2, 2008: Naske Mehić - Sezona 3, 2015: Pia Filipčič - Sezona 4, 2016: Mirela Lapanović | - Glavni voditeljs: - Nina Osenar (1–2) - Ana Maria Mitič (3) - Manja Plešnar (4) - Ostali voditeljis: - Matej Grm – Gušti (2) - Emi Nikočević (4) - Tibor Baiee (4) |
| Slovenija | Big Brother Slavnih Big Brother Famous | Pop TV | - Sezona 1, 2010: Jože Činč | Nina Osenar |
| Španjolska | Gran Hermano | Telecinco (Glavni show i debata) Telecinco Estrellas (9) Telecinco 2 (10) LaSiete (11–14) Nueve (14) Divinity (15–18) Be Mad (live; 18) Quiero TV (live; 1–3) Vía Digital (live; 4–5) Digital+ (live; 6–11) GH 24H (live; 12) Mitele.es (live; 13–18) | - Sezona 1, 2000: Ismael Beiro - Sezona 2, 2001: Sabrina Mahí - Sezona 3, 2002: Javito García - Sezona 4, 2002–03: Pedro Oliva - Sezona 5, 2003–04: Nuria Yáñez - Sezona 6, 2004: Juanjo Mateo - Sezona 7, 2005–06: Pepe Herrero - Sezona 8, 2006: Naiala Melo - Sezona 9, 2007: Judit Iglesias - Sezona 10, 2008–09: Iván Madrazo - Sezona 11, 2009–10: Ángel Muñoz - Sezona 12, 2010–11: Laura Campos - Sezona 13, 2012: Pepe Flores - Sezona 14, 2013: Susana Molina - Sezona 15, 2014: Paula González - Sezona 16, 2015: Sofía Suescun - Sezona 17, 2016: Beatriz Retamal - Sezona 18, 2017: Hugo Sierra | Mercedes Milá (1–2, 4–16) Pepe Navarro (3) Jorge Javier Vázquez (17–18) |
| Španjolska | Gran Hermano VIP | Telecinco (Glavni show i debata) Cuatro (7) Divinity (3–6) Be Mad (live; 6) Mitele.es (live; 3–7) | - Sezona 1, 2004: Marlène Mourreau - Sezona 2, 2005: Ivonne Armant - Sezona 3, 2015: Belén Esteban - Sezona 4, 2016: Laura Matamoros - Sezona 5, 2017: Alyson Eckmann - Sezona 6, 2018: Miriam Saavedra - Sezona 7, 2019: Adara Molinero - Sezona 8, 2023: | Trenutni Jorge Javier Vázquez (6-) Jordi González (3–5; 7) Prošli Jesús Vázquez (1–2) |
| Španjolska | Gran Hermano 12+1: La Re-vuelta Gran Hermano 12+1: The Revolt                                                                                      | Telecinco (Glavni show i debata) LaSiete Mitele.es (live) | Sezona 1, 2012: Alessandro Livi | Mercedes Milá |
| Španjolska | Gran Hermano Dúo | Telecinco (Glavni show i debata) Divinity Be Mad (live) Mitele.es (live) CincoMAS | Sezona 1, 2019: María Jesús Ruiz | Jorge Javier Vázquez Jordi González |
| Španjolska | Gran Hermano: El Reencuentro (1) El Reencuentro (2) The Reunion                                                                                    | Telecinco (Main show and Debata) LaSiete Digital+ (live; 1) | - Sezona 1, 2010: Pepe Herrero i Raquel López - Sezona 2, 2011: Juan Miguel Martínez i Yola Berrocal | - Mercedes Milá (1) - Jordi González (2) |
| Španjolska | El Tiempo del Descuento | Telecinco CincoMAS (Americas) | Sezona 1, 2020: Gianmarco Onestini | Jorge Javier Vázquez |
| Španjolska | Secret Story | Telecinco | Sezona 1, 2021: Luca Onestini Sezona 2, Winter 2022: Rafa Martinez | Jorge Javier Vázquez (1) Carlos Sobera (2) |
| Švedska | Big Brother Sverige | Kanal 5 | - Sezona 1, 2000: Angelica Freij - Sezona 2, 2002: Ulrica Andersson - Sezona 3, 2003: Danne Sörensen - Sezona 4, 2004: Carolina Gynning | Adam Alsing |
| Švedska | Big Brother Sverige | TV11 | - Sezona 5, 2011: Simon Danielsson - Sezona 6, 2012: Hanna Johansson | Gry Forssell |
| Švedska | Big Brother Sverige | Kanal 11 | \|Sezona 7, 2015: Christian Sahlström | Adam Alsing |
| Švedska | Big Brother Sverige | Sjuan TV4 Play (stream) C More (live) TV4 (8; Premijera) | - Sezona 8, 2020: Sami Jakobsson - Sezona 9, 2021: Tanja Helen Ingebretsen Kallin | Malin Stenbäck (8–) Arantxa Álvarez (9) Adrian Boberg (8; Premijera) |
| Švedska | Big Brother Stjärnveckan Big Brother Week of the Stars                                                                                             | Kanal 5 | Sezona 1, 2002: Anki Lundberg | Adam Alsing |
| Švicarska | Big Brother Schweiz Big Brother Switzerland | TV3 | - Sezona 1, 2000: Daniela Hahn - Sezona 2, 2001: Christian Ponleitner | - Daniel Fohrler (1) - Eva Wannemacher (2) |
| Tajland | Big Brother Tajland | iTV | - Sezona 1, 2005: Nipon Perktim - Sezona 2, 2006: Arisa Sonthirod | - Saranyu Vonkarjun (1–2) - Nana Raibeena (2) |
| Turska | Big Brother Turska | Star TV | Sezona 1, 2015–16: Sinan Aydemir | Asuman Krause |
| Ukrajina | Big Brother Україна Big Brother Ukraine | K1 | Sezona 1, 2011: Kristina Kotvickaja | - Olha Horbachova - Oleksiy Kurban |
| Ujedinjeno Kraljevstvo | Big Brother | Channel 4 S4C (1–10) TVN Lingua | - Sezona 1, 2000: Craig Phillips - Sezona 2, 2001: Brian Dowling - Sezona 3, 2002: Kate Lawler - Sezona 4, 2003: Cameron Stout - Sezona 5, 2004: Nadia Almada - Sezona 6, 2005: Anthony Hutton - Sezona 7, 2006: Pete Bennett - Sezona 8, 2007: Brian Belo - Sezona 9, 2008: Rachel Rice - Sezona 10, 2009: Sophie Reade - Sezona 11, 2010: Josie Gibson | Davina McCall |
| Ujedinjeno Kraljevstvo | Big Brother | Channel 5 MTV (16–19) TV3 (16–18) Virgin Media One (19) | - Sezona 12, 2011: Aaron Allard-Morgan - Sezona 13, 2012: Luke Anderson - Sezona 14, 2013: Sam Evans - Sezona 15, 2014: Helen Wood - Sezona 16, 2015: Chloe Wilburn - Sezona 17, 2016: Jason Burrill - Sezona 18, 2017: Isabelle Warburton - Sezona 19, 2018: Cameron Cole | - Brian Dowling (12–13) - Emma Willis (14–19) |
| Ujedinjeno Kraljevstvo | Big Brother | ITV2 (20–danas] | - Sezona 20, 2023: | |
| Ujedinjeno Kraljevstvo | Celebrity Big Brother | Channel 4 BBC One (1) S4C (2–7) | - Sezona 1, 2001: Jack Dee - Sezona 2, 2002: Mark Owen - Sezona 3, 2005: Mark "Bez" Berry - Sezona 4, 2006: Chantelle Houghton - Sezona 5, 2007: Shilpa Shetty - Sezona 6, 2009: Ulrika Jonsson - Sezona 7, 2010: Alex Reid | Davina McCall |
| Ujedinjeno Kraljevstvo | Celebrity Big Brother | Channel 5 MTV (15–22) TV3 (16–18) 3e (19–22) Virgin Media Two (22) | - Sezona 8, 2011]]: Paddy Doherty - Sezona 9, Winter 2012: Denise Welch - Sezona 10, Summer 2012: Julian Clary - Sezona 11, Winter 2013: Rylan Clark - Sezona 12, Summer 2013: Charlotte Crosby - Sezona 13, Winter 2014: Jim Davidson - Sezona 14, Summer 2014: Gary Busey - Sezona 15, Winter 2015: Katie Price - Sezona 16, Summer 2015: James Hill - Sezona 17, Winter 2016: Scott 'Scotty T' Timlin - Sezona 18, Summer 2016: Stephen Bear - Sezona 19, Winter 2017: Coleen Nolan - Sezona 20, Summer 2017: Sarah Harding - Sezona 21, Winter 2018: Shane Jenek / Courtney Act | - Brian Dowling (8–11) - Emma Willis (12–22) |
| Ujedinjeno Kraljevstvo | Teen Big Brother | Channel 4/E4 S4C | Sezona 1, 2003: Paul Brennan | Dermot O'Leary |
| Ujedinjeno Kraljevstvo | Big Brother Panto | Channel 4/E4 S4C | Sezona 1, 2004–05: Nema pobjednika | Jeff Brazier June Sarpong |
| Ujedinjeno Kraljevstvo | Big Brother: Celebrity Hijack | Channel 4/E4 S4C | Sezona 1, 2008: John Loughton | Dermot O'Leary |
| Ujedinjeno Kraljevstvo | Ultimate Big Brother | Channel 4/E4 S4C | Sezona 1, 2010: Brian Dowling | Davina McCall |
| Vijetnam | Người Giấu Mặt Osoba koja skriva lice Big Brother Vijetnam                                                                                         | VTV6 | Sezona 1, 2013–14: Hoàng Sơn Việt | Huy Khánh |